# Henri Laaksonen
Henri Joona Julius Laaksonen (ur. 31 marca 1992 w Lohja) – szwajcarski tenisista, reprezentant w Pucharze Davisa.
Gdy rozpoczął karierę tenisową, reprezentował Finlandię. Od stycznia 2011 roku reprezentuje Szwajcarię.

## Kariera tenisowa
Najwyżej w rankingu ATP Tour singlistów zajmował 84. miejsce (14 lutego 2022), a rankingu deblistów 191. pozycję (24 grudnia 2018).
W grze pojedynczej jest zwycięzcą 5 turniejów rangi ATP Challenger Tour.
Laaksonen reprezentował Finlandię w jednym, wygranym singlowym spotkaniu w ramach turnieju o Puchar Davisa. Rozgrywał też pojedynki dla Szwajcarii.